# 저크 치킨
저크 치킨(영어: jerk chicken, 자메이카 크리올: joerk chikin)은 자메이카의 닭고기 요리이다. 닭고기를 저크 방식으로 구워 내 저크 양념 특유의 매운맛이 특징이며, 자메이카의 국민 음식 가운데 하나이기도 하다.

## 이름
"저크(jerk)"는 조리법 이름이며, "치킨(chicken)"은 영어로 "닭, 닭고기"를 뜻하는 말이다. 자메이카 크리올 스펠링은 "joerk chikin"이다.

## 만들기
통닭을 반으로 갈라 펴서 쓰는 경우가 많지만, 닭다리 등을 쓰기도 한다. 고기는 저크 시즈닝에 재어 뒀다가 숯불에 석쇠나 그릴을 올려 바비큐 방식으로 굽는데, 굽는 도중 맥주를 뿌려 가며 연기를 내 훈연 향을 입히기도 한다. 닭고기에 저크 스파이스를 따로 묻힌 다음 저크 시즈닝에 재어 두기도 한다.

## 사진

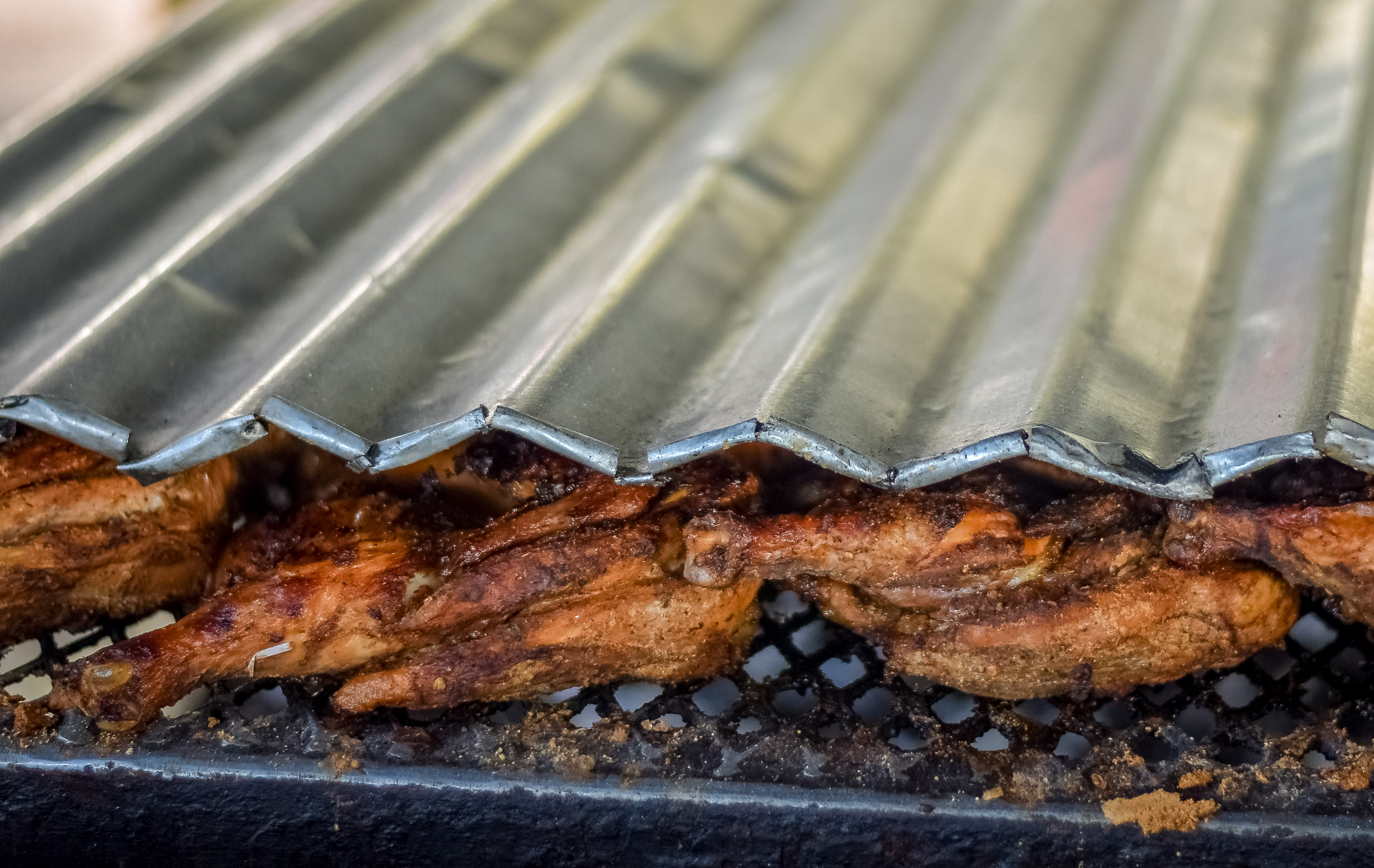
저크 치킨을 굽는 모습

## 같이 보기
- 프랑구 피리피리